# Elegia neesii
Elegia neesii är en gräsväxtart som beskrevs av Maxwell Tylden Masters. Elegia neesii ingår i släktet Elegia och familjen Restionaceae. Inga underarter finns listade i Catalogue of Life.